# 三田きえ子
三田 きえ子（みた きえこ、1931年9月29日 - 2025年7月8日）は、日本の俳人。本名は三田 きい。

## 経歴
1931年9月29日、茨城県結城市に生まれる。1968年、産経学園自由ヶ丘教室で秋元不死男の指導を受け「氷海」入会。あわせて上田五千石に師事。1974年、氷海賞受賞、「氷海」同人となる。1975年、「畦」同人。1994年、第九回俳句研究賞受賞。2000年1月、「かなえ」改め「萌」の主宰となる。俳人協会評議員、日本文芸家協会会員、国際俳句交流協会評議員。
2025年7月8日、老衰のため死去。93歳没。

## 所属
- 俳人協会
- 日本文芸家協会
- 国際俳句交流協会

## 著書
- 『初黄 三田きえ子句集』 富士見書房、2003年09月